# Lampadephora
Lampadephora là một chi bướm đêm thuộc họ Erebidae.